# إيلويز برينرد
إيلويز برينرد (30 أبريل 1881 - 16 فبراير 1969) ناشطة أمريكية ومؤيدة لمشاركة نساء أمريكا اللاتينية في حركة السلام. عملت برينرد في اتحاد عموم أمريكا في الفترة من 1909 إلى 1935، ثم في قسم النساء في الرابطة الدولية للسيدات والحرية في الولايات المتحدة. حصلت على العديد من الجوائز الدولية، بما في ذلك وسام التعليم العام من فنزويلا ووسام الاستحقاق من الإكوادور.

## سيرة حياتها
ولدت إيلويز برينرد يوم 30 أبريل 1881 في والينجفورد، فيرمونت. بعد تخرجها من كلية سميث عام 1904، انتقلت إلى مكسيكو سيتي وعملت سكرتيرة في مكتب محاماة وتعلمت الإسبانية. عام 1909، بدأت العمل في اتحاد عموم أمريكا سكرتيرة خاصة للمدير المساعد. شقت طريقها في العمل لتصبح رئيسة القسم التعليمي، وفي عام 1929، عندما أُنشئ قسم التعاون الفكري، أصبحت مديرة له. كانت الوحدة الجديدة مسؤولة عن تعزيز التعاون الدولي والتعليم. في 22 يونيو 1935، تقاعدت برينرد من اتحاد عموم أمريكا فجندتها الرابطة النسائية الدولية للسلام والحرية على الفور رئيسةً للقسم الأمريكي. كانت عضوًا في الرابطة النسائية الدولية للسلام والحرية  منذ فترة طويلة وأصبحت أول مندوبة تتحدث الإسبانية في الولايات المتحدة.
غير توظيف برينرد لهجة الرابطة النسائية الدولية للسلام والحرية  في الأمريكتين. بدلاً من تعزيز هيمنة الولايات المتحدة، كان نهج برينرد احترام وتشجيع الأهداف الدولية. لم تحاول إخفاء حقيقة أن وظيفتها السابقة في اتحاد عموم أمريكا قد تطرح الأسئلة عن دوافع إمبريالية لديها، لكنها تناولت القضية وطمأنت النساء في فروع الرابطة النسائية الدولية للسلام والحرية الأخرى من صدق دوافعها. لم تنجح الجهود التي بذلتها في المكسيك في غالبيتها، وعلى الرغم من تقدم أولي في منتصف الثلاثينيات، كان من الواضح أنه بالنسبة للمرأة المكسيكية، لم يكن الكفاح من أجل الحقوق السياسية متطابقًا مع الأهداف الأممية. انتقلت الأممية إلى موقع دعم المساواة بين الأشخاص،  أما المرأة المكسيكية فكانت تريد الاعتراف بحقوقها كامرأة. حققت برينرد نجاحًا أفضل في أمريكا الوسطى، عندما عملت عام 1947 في اللجنة المنظمة لدعوة الرابطة النسائية الدولية للسلام والحرية إلى المؤتمر الأمريكي الأول للنساء الذي عقد في مدينة غواتيمالا، عاصمة غواتيمالا. تضمنت موضوعات المؤتمر أهدافًا لا عنفية، إضافة إلى قضايا نسوية ضمن تركيز دولي. في ختام المؤتمر، اعتُرف بإيلويز بيرنرد كواحدة من أهم النساء فيه. بعد المؤتمر، حاولت برينرد وكارمن سانشيز دي بوستامانتي كالفو دي لوزادا وآنالي ستيوارت في تنظيم مؤتمر متابعة، لكنهم لم يفلحوا بذلك بسبب غياب الدعم، أوقف الرعاة الغواتيماليون دعمهم وألغي الحدث.
في عام 1954، أصبحت برينرد نائب الرئيسة الفخرية للقسم الأمريكي في الرابطة النسائية الدولية للسلام والحرية. كرّمتها فنزويلا وقلّدتها وسام التعليم العام، وقلدتها الإكوادور وسام الإستحقاق. أنشئت العديد من المنح الدراسية التي تحمل اسمها للترويج لدراسات أمريكا اللاتينية. أنشأت جمعية جين أدامز للسلام في نيويورك منحة دراسية تحمل اسمها.
توفيت برينرد في 16 فبراير 1969 في فريبورت، إلينوي.